# 柴田球場
柴田球場 （しばたきゅうじょう）は、宮城県柴田郡柴田町柴田町総合運動場内にある野球場。柴田町が管理、運用している。2011年から全国高等学校野球選手権宮城大会に使用されている。

## 施設概要
- 両翼：91m、中堅：120m
- 内野：クレー舗装、外野：天然芝
- スコアボード：チーム名（アルファベット2文字）・スコア・ボールカウント：電球式、選手名：なし（打順表示ランプのみ）
- 収容人数：約1700人収容
- ブルペン：一塁側・三塁側のファウルグラウンド内に設置。
- フェンス：蔵王球場、名取市民球場、岩沼海浜緑地野球場などとともにラバーフェンスが設置されている。

## 交通
- JR東北本線 船岡駅から徒歩30分